# 디디추싱
디디추싱(滴滴出行, Didi Chuxing)은 모바일 앱을 통해 가장 가까운 곳에 있는 택시 및 개인 자가용 차량을 배차해 주는 중국의 차량 공유 서비스 또는 그 회사이다. 중국판 우버(Uber)라고 부른다.
2015년 2월 텐센트가 투자한 디디다처(滴滴打车, Didi Dache)와 알리바바 그룹이 투자한 콰이디다처(快的打车, Kuaidi Dache)가 합병하여 탄생했다. 정식 이름은 디디콰이디(滴滴快的, Didi Kuaidi)이지만, 주로 디디추싱이라고 불린다. 대표이사 겸 회장은 디디다처를 설립했던 청웨이(程维, 정유, Cheng Wei)이고, 총재 겸 사장은 레노버 류촨즈(柳传志) 회장의 딸인 류칭(柳青, 류청, Liu Qing)이다. 2016년 5월 미국 애플이 10억 달러(=1조원)를 투자했다. 8월 디디추싱이 중국 우버(Uber)를 인수 합병했다. 본사는 중국 베이징에 있다.

## 같이 보기
- 우버